# 마추카
마추카(Machuca)는 프랑스에서 제작된 안드레스 우드 감독의 2004년 드라마 영화이다. 마티아스 쿼어 등이 주연으로 출연하였고 제라르도 헤르레로 등이 제작에 참여하였다.

## 출연

### 주연
- 마티아스 쿼어
- 아리엘 마텔루나

### 조연
- 마누엘라 마텔리
- 에르네스토 말브란
- 아린네 쿠펜헤임